# Arrhythmica semifusca
Arrhythmica semifusca là một loài bướm đêm thuộc phân họ Arctiinae, họ Erebidae.